# 德沃夏克花园
德沃夏克花园（Dvořákovy sady）位于捷克卡罗维发利市中心，温泉区边缘，特普拉河河畔。毗邻军事温泉研究院（Vojenský lázeňský ústav），开辟于1878年。

## 描述

### 公园里的建筑物
- 布莱恩亭（Blanenský pavilon）– 已不存在。铸铁亭由当地建筑商约瑟夫•沃尔德特建于1880-1881年，由费勒赫尔默建筑师事务所设计。1965年3月，其大部分因腐烂而被拆除。只有长廊的东翼——花园柱廊保留了下来。[1][2]。

- 花园柱廊（Sadová kolonáda）–铸铁柱廊，最初是已不复存在的布莱恩亭的双臂长廊的一部分。20世纪80年代，发现蛇泉

### 公园内的雕塑
- 德沃夏克纪念碑（Pomník Antonína Dvořáka）

### 公园里的温泉
- 蛇泉（Hadí pramen）
- 花园温泉（Sadový pramen）